# Kim Wilson
Kim Wilson, né le 6 janvier 1951 à Détroit, Michigan, est un chanteur de blues américain et joueur d'harmonica.

## Biographie
Né à Détroit, Michigan, il part ensuite vivre en Californie. Il commence le blues dans les années 1960, avec comme guides des personnes telles que George "Harmonica" Smith, Luther Tucker et Pee Wee Crayton. Son style est influencé par des joueurs d'harmonica tels que Slim Harpo et Lazy Lester. 
En 1974, il part pour Austin, Texas et devient le leader d'un groupe à Minneapolis. À Austin il forme le groupe The Fabulous Thunderbirds en compagnie du guitariste Jimmie Vaughan.

## Discographie

### Albums studio
- 1993 : Tigerman
- 1994 : That's Life
- 1997 : My Blues
- 2003 : Lookin' for Trouble!

### Albumlive
- 2001 : Smokin' Joint

### Album en collaboration
- 1994 : Will the Circle Be Unbroken (avec Snuff Johnson)